# Fußball-Verbandspokal 1994/95
Über den Fußball-Verbandspokal 1994/95 wurden die Teilnehmer der 21 Landesverbände des DFB am DFB-Pokal 1995/96 ermittelt. Die Sieger der Verbandspokale waren zur Teilnahme an der ersten Runde des DFB-Pokals berechtigt. Bayern als mitgliederstärkster Verband entsendete zwei Teilnehmer. Somit qualifizierten sich 22 Amateurvereine über die Verbandspokale für den nationalen Pokalwettbewerb.

## Endspielergebnisse
Die Tabelle gibt eine Übersicht über die Verbandspokal-Endspiele der Saison 1994/95. Die Abkürzungen hinter den Vereinsnamen stehen für die Spielklassenzugehörigkeit der gleichen Saison: RL = Regionalliga, OL = Oberliga, VL = Verbandsliga, LL = Landesliga.
| Verbandspokal-Endspiele (Saison 1994/95) |                              |                                  |                                                                  |                      |
| Verband | Pokal                        | Sieger                           | Finalist                                                         | Ergebnis             |
| Baden | BFV-Pokal                    | SV Sandhausen (OL)               | 1. FC Pforzheim (OL)                                             | 5:0                  |
| Bayern 1 | BFV-Pokal                    |                                  | 1. FC Nürnberg (Amateure) (LL) FC Bayern München (Amateure) (RL) | nicht ausgetragen    |
| Berlin | Paul-Rusch-Pokal             | Tennis Borussia Berlin (RL)      | Türkiyemspor Berlin (RL)                                         | 5:0                  |
| Brandenburg | FVB-Pokal                    | Energie Cottbus (RL)             | FV Motor Eberswalde (OL)                                         | 2:1                  |
| Bremen | Roland-Pokal                 | SV Werder Bremen (Amateure) (RL) | FC Oberneuland (VL)                                              | 5:0                  |
| Hamburg | Toto-Pokal                   | 1. SC Norderstedt (OL)           | FC St. Pauli (Amateure) (OL)                                     | 5:4 i. E.            |
| Hessen | HFV-Pokal                    | SC Neukirchen (OL)               | FV Bad Vilbel (OL)                                               | 2:1                  |
| Mecklenburg-Vorpommern | Mecklenburg-Vorpommern-Pokal | Greifswalder SC (OL)             | Polizei SV Rostock (OL)                                          | 5:0                  |
| Mittelrhein | FVM-Pokal                    | 1. FC Köln (Amateure) (OL)       | Germania Teveren (OL)                                            | 5:1                  |
| Niederrhein | ARAG-Cup                     | Rot-Weiss Essen (RL)             | 1. FC Bocholt (RL)                                               | 3:1                  |
| Niedersachsen | NFV-Pokal                    | SSV Vorsfelde (VL)               | n. b.                                                            | n. b.                |
| Rheinland | Rheinlandpokal               | FSV Salmrohr (RL)                | Eintracht Trier (RL)                                             | 3:0                  |
| Saarland | Saarlandpokal                | SV Mettlach (OL)                 | Borussia Neunkirchen (RL)                                        | 3:1 n. V.            |
| Sachsen | Sachsenpokal                 | FC Sachsen Leipzig (RL)          | Dynamo Dresden (2. Mannschaft) (LL)                              | 2:0                  |
| Sachsen-Anhalt | Sachsen-Anhalt-Pokal         | FSV Lok Altmark Stendal (RL)     | FC Anhalt Dessau (OL)                                            | 4:1                  |
| Schleswig-Holstein | SHFV-Pokal                   | VfB Lübeck 2 (RL)                | Heider SV (OL)                                                   | n. b.                |
| Südbaden | SBFV-Pokal                   | VFB Gaggenau (OL)                | FV Herbolzheim (LL)                                              | 3:1                  |
| Südwest | Südwestpokal                 | TSG Pfeddersheim (OL)            | n. b.                                                            | n. b.                |
| Thüringen | TFV-Pokal                    | FC Carl Zeiss Jena 3 (RL)        | FV Zeulenroda (OL)                                               | 1:0                  |
| Westfalen | Westfalenpokal               | SpVg Beckum (OL)                 | SpVgg Erkenschwick (RL)                                          | 0:0 n. V., 4:2 i. E. |
| Württemberg | WFV-Pokal                    | SSV Ulm 1846 (RL)                | SSV Reutlingen 05 (RL)                                           | 4:1                  |
| 1 Aus dem Landesverband mit den meisten Herrenmannschaften im Spielbetrieb (Bayern) nahmen zwei Mannschaften am DFB-Pokal teil. Ein Pokalsieger wurde nicht ermittelt. 2 Da VfB Lübeck als Aufsteiger in die 2. Bundesliga bereits für den DFB-Pokal qualifiziert war, nahm auch der unterlegene Finalist Heider SV am DFB-Pokal teil. 3 Da Carl Zeiss Jena als Aufsteiger in die 2. Bundesliga bereits für den DFB-Pokal qualifiziert war, nahm auch der unterlegene Finalist FV Zeulenroda am DFB-Pokal teil. |                              |                                  |                                                                  |                      |